# أفق 8
أفق 8 ساتل معد للـتجسس الفضائي، وهو أحد سواتل سلسلة سواتل أفق الإسرائلية.أطلق الساتل يوم 10 رجب 1431 هـ الموافق 22 يونيو 2010 من قاعدة بلماحيم الجوية حذو ساحل البحر المتوسط وجنوب تل أبيب على متن صاروخ الفضاء شافيت 2.صنع الساتل داخل المصانع الجوية الإسرائلية والغرض منه مراقبة مشروع إيران النووي لمنفعة الجيش الإسرائيلي.وكانت إسرائيل أطلقت الساتل بولارس في 2008 لذات الغرض.يزن الساتل 300 كغم وسوف يركن في المدار الأرضي المنخفض ما يتيح له إتمام دورة حول الأرض في غضون 90 دقيقة.لا يفوق أفق 8 قرينه أفق 7 في عديد الأمور التقنية، فالاثنان يوظفان ذات الكميرة للرصد والتصوير والاستشعار.وعلى هذا تخطط إسرائيل لإطلاق ساتل يدعى أبسات 3000 ذا دقة أعلى في غضون عقد من الزمن ا.هـ.

## قدرات الساتل
كلف القمر 400 مليون دولار، وسوف يحل محل سلفه أفق 4 وسيمضي في الفضاء أربع سنوات.وقد بدأ الساتل في التخاطب مع المحطة الأرضية بعيد 90 دقيقة من إطلاقه، ويتوقع المسؤولون أن يبعث أول دفعة من الصور بعيد ثلاثة أيام من ارسائه في مداره.ويزعم الإسرائيليون أن أنظمة تصوير القمر المصنوعة في مصانع شركة إلبت للأنظمة قادرة على رصد الأشياء حتى نصف متر من على ارتفاع 400 كم. لكن لم يقطع أحد بصحة هذه الأرقام.

## التسمية
التسمية المنطقية لهذا القمر هي أفق 8.ولكن لإن الإسرائيلين يتشامون من ترقيم سواتلهم بأرقام زوجية.لإن القمرين أفق 4 وأفق 6 فشلا في بلوغ هدفهما وسقطا في البحر، لا سيما أفق 6 الذي كلف زهاء الـ 100 مليون دولار.لذا من باب الفأل الحسن، أطلقت وسائل الاعلام ودونما ساند يسندها اسم أفق 9 على هذا الساتل.ويذكر البعض أن بولاريس المطلق في 2008 هو ذاته أفق 8 بينما الساتل المطلق في 2010 هو أفق 9.